# Élections législatives de 1962 dans l'Oise
Les élections législatives françaises de 1962 se déroulent les 18 et 25 novembre 1962. Dans le département de l'Oise, trois députés sont à élire dans le cadre de trois circonscriptions.

## Élus
| Circonscription | Député sortant  | Parti | Parti  | Député élu ou réélu | Parti | Parti   |
| --------------- | --------------- | ----- | ------ | ------------------- | ----- | ------- |
| 1re             | Marcel Dassault |       | UNR    | Marcel Dassault     |       | UNR-UDT |
| 2e              | Jean Legendre   |       | CNIP   | Edmond Nessler      |       | UNR-UDT |
| 3e              | Robert Hersant  |       | Radsoc | Robert Hersant      |       | Radsoc  |
| 4e              | René Quentier   |       | UNR    | René Quentier       |       | UNR-UDT |
| 5e              | François Bénard |       | UNR    | François Bénard     |       | UNR-UDT |

## Résultats

### Résultats à l'échelle du département
| Parti          | Parti                                          | Premier tour | Premier tour | Second tour | Second tour | Sièges |
| Parti          | Parti                                          | Voix         | %            | Voix        | %           | Sièges |
| -------------- | ---------------------------------------------- | ------------ | ------------ | ----------- | ----------- | ------ |
|                | Union pour la nouvelle République (UDT)        | 84 387       | 44,09        | 56 270      | 45,96       | 4      |
|                | Divers droite (gaulliste)                      | 2 135        | 1,12         | 846         | 0,69        | 0      |
|                | Majorité présidentielle                        | 86 522       | 45,21        | 57 116      | 46,66       | 4      |
|                |                                                |              |              |             |             |        |
|                | Centre national des indépendants et paysans    | 10 321       | 5,39         | Retrait     | Retrait     | 0      |
|                | Centre démocratique                            | 10 321       | 5,39         |             |             | 0      |
|                |                                                |              |              |             |             |        |
|                | Parti communiste français                      | 43 665       | 22,82        | 30 128      | 24,61       | 0      |
|                | Parti radical                                  | 24 775       | 12,94        | 17 802      | 14,54       | 1      |
|                | Section française de l'Internationale ouvrière | 22 855       | 11,94        | 17 374      | 14,19       | 0      |
|                | Extrême droite                                 | 2 424        | 1,27         |             |             | 0      |
|                | Divers                                         | 825          | 0,43         | 0           |             |        |
|                |                                                |              |              |             |             |        |
| Inscrits       | Inscrits                                       | 269 809      | 100,00       | 171 651     | 100,00      | 5      |
| Abstentions    | Abstentions                                    | 71 189       | 26,38        | 43 078      | 25,1        |        |
| Votants        | Votants                                        | 198 620      | 73,62        | 128 573     | 74,9        |        |
| Blancs et nuls | Blancs et nuls                                 | 7 233        | 3,64         | 6 153       | 4,79        |        |
| Exprimés       | Exprimés                                       | 191 387      | 96,36        | 122 420     | 95,21       |        |

### Résultats par circonscription

#### Première circonscription (Beauvais-Nord)
|                | Marcel Dassault sortant réélu | UNR-UDT        | 23 875 | 60,80  |  |  |  |
|                | Maurice Segonds               | SFIO           | 7 127  | 19,05  |  |  |  |
|                | Antoine Pelletier             | PCF            | 6 417  | 17,15  |  |  |  |
|                |                               |                |        |        |  |  |  |
| Inscrits       | Inscrits                      | Inscrits       | 50 704 | 100,00 |  |  |  |
| Abstentions    | Abstentions                   | Abstentions    | 11 640 | 22,96  |  |  |  |
| Votants        | Votants                       | Votants        | 39 064 | 77,04  |  |  |  |
| Blancs et nuls | Blancs et nuls                | Blancs et nuls | 1 645  | 4,21   |  |  |  |
| Exprimés       | Exprimés                      | Exprimés       | 37 419 | 95,79  |  |  |  |

#### Deuxième circonscription (Compiègne)
| Candidat       | Candidat              | Parti          | Premier tour | Premier tour | Second tour | Second tour |  |
| Candidat       | Candidat              | Parti          | Voix         | %            | Voix        | %           |  |
| -------------- | --------------------- | -------------- | ------------ | ------------ | ----------- | ----------- |  |
|                | Edmond Nessler élu    | UNR-UDT        | 12 713       | 33,39        | 19 930      | 53,43       |  |
|                | Jean Legendre sortant | CNIP           | 10 321       | 27,11        | Retrait     | Retrait     |  |
|                | Marcel Mérigonde      | SFIO           | 7 935        | 20,84        | 17 374      | 46,57       |  |
|                | Henri Bruyère         | PCF            | 7 108        | 18,67        | Retrait     | Retrait     |  |
|                |                       |                |              |              |             |             |  |
| Inscrits       | Inscrits              | Inscrits       | 54 277       | 100,00       | 54 258      | 100,00      |  |
| Abstentions    | Abstentions           | Abstentions    | 15 039       | 27,71        | 14 361      | 26,47       |  |
| Votants        | Votants               | Votants        | 39 238       | 72,29        | 39 897      | 73,53       |  |
| Blancs et nuls | Blancs et nuls        | Blancs et nuls | 1 161        | 2,96         | 2 593       | 6,5         |  |
| Exprimés       | Exprimés              | Exprimés       | 38 077       | 97,04        | 37 304      | 93,5        |  |

#### Troisième circonscription (Clermont)
| Candidat       | Candidat                     | Parti                     | Premier tour | Premier tour | Second tour | Second tour |  |
| Candidat       | Candidat                     | Parti                     | Voix         | %            | Voix        | %           |  |
| -------------- | ---------------------------- | ------------------------- | ------------ | ------------ | ----------- | ----------- |  |
|                | Robert Hersant sortant réélu | Radsoc                    | 17 549       | 45,68        | 17 802      | 45,65       |  |
|                | Michel Dupuy                 | UNR-UDT                   | 9 070        | 23,61        | 9 802       | 25,14       |  |
|                | Michel Roger                 | PCF                       | 9 665        | 25,16        | 10 547      | 27,05       |  |
|                | Henri Argelliès              | Divers droite (Gaulliste) | 2 135        | 5,56         | 846         | 2,17        |  |
|                |                              |                           |              |              |             |             |  |
| Inscrits       | Inscrits                     | Inscrits                  | 52 261       | 100,00       | 52 228      | 100,00      |  |
| Abstentions    | Abstentions                  | Abstentions               | 12 370       | 23,67        | 12 064      | 23,1        |  |
| Votants        | Votants                      | Votants                   | 39 891       | 76,33        | 40 164      | 76,9        |  |
| Blancs et nuls | Blancs et nuls               | Blancs et nuls            | 1 472        | 3,69         | 1 167       | 2,91        |  |
| Exprimés       | Exprimés                     | Exprimés                  | 38 419       | 96,31        | 38 997      | 97,09       |  |

#### Quatrième circonscription (Senlis)
| Candidat       | Candidat                    | Parti          | Premier tour | Premier tour | Second tour | Second tour |  |
| Candidat       | Candidat                    | Parti          | Voix         | %            | Voix        | %           |  |
| -------------- | --------------------------- | -------------- | ------------ | ------------ | ----------- | ----------- |  |
|                | René Quentier sortant réélu | UNR-UDT        | 19 530       | 43,91        | 26 538      | 57,54       |  |
|                | Maurice Bambier             | PCF            | 12 608       | 28,34        | 19 581      | 42,46       |  |
|                | Robert Strauss              | Radsoc (SFIO)  | 6 546        | 14,72        | Retrait     | Retrait     |  |
|                | Antoine Chanut              | diss. SFIO     | 3 357        | 7,55         | Retrait     | Retrait     |  |
|                | Bernard Lejeune             | Extrême droite | 936          | 2,10         |             |             |  |
|                | Albert Delgorge             | Radcent        | 680          | 1,53         |             |             |  |
|                | Jean Richard                | Divers         | 825          | 1,85         |             |             |  |
|                |                             |                |              |              |             |             |  |
| Inscrits       | Inscrits                    | Inscrits       | 65 187       | 100,00       | 65 165      | 100,00      |  |
| Abstentions    | Abstentions                 | Abstentions    | 19 059       | 29,24        | 16 653      | 25,56       |  |
| Votants        | Votants                     | Votants        | 46 128       | 70,76        | 48 512      | 74,44       |  |
| Blancs et nuls | Blancs et nuls              | Blancs et nuls | 1 646        | 3,57         | 2 393       | 4,93        |  |
| Exprimés       | Exprimés                    | Exprimés       | 44 482       | 96,43        | 46 119      | 95,07       |  |

#### Cinquième circonscription (Beauvais-Sud)
|                | François Bénard sortant réélu | UNR-UDT        | 19 199 | 58,20  |  |  |  |
|                | André Bouchoou                | PCF            | 7 867  | 23,85  |  |  |  |
|                | Marc Toutain                  | SFIO           | 4 436  | 13,45  |  |  |  |
|                | René Théophile                | Extrême droite | 1 488  | 4,51   |  |  |  |
|                |                               |                |        |        |  |  |  |
| Inscrits       | Inscrits                      | Inscrits       | 47 380 | 100,00 |  |  |  |
| Abstentions    | Abstentions                   | Abstentions    | 13 081 | 27,61  |  |  |  |
| Votants        | Votants                       | Votants        | 34 299 | 72,39  |  |  |  |
| Blancs et nuls | Blancs et nuls                | Blancs et nuls | 1 309  | 3,82   |  |  |  |
| Exprimés       | Exprimés                      | Exprimés       | 32 990 | 96,18  |  |  |  |